# University of Dayton Women's Volleyball
La University of Dayton Women's Volleyball è la squadra pallavolo femminile appartenente alla University of Dayton, con sede a Dayton (Ohio): milita nella Atlantic 10 Conference della NCAA Division I.

## Storia
Il programma di pallavolo femminile della University of Dayton viene fondato nel 1970, partecipando al campionato della AIAW Division I. Dopo la transizione in NCAA Division I, le Flyers si affiliano per brevi periodi a diverse conference, passando per la North Star Conference, per la Midwestern Collegiate Conference, di cui conquistano un titolo, e per la Great Midwest Conference.
Approdano quindi alla Atlantic 10 Conference nel 1995, dove si aggiudicano ben sedici titoli e ottengono con costanza la qualificazione al torneo di NCAA Division I, eliminate sempre nei primi due turni.

## Record
| Piazzamento          |    | Edizione |
| -------------------- | -- | --- |
| Tornei NCAA          | 18 | Sweet Sixteen: 1 2024 |
| Tornei NCAA          | 18 | Secondo turno: 10 2003, 2007, 2009, 2010, 2012, 2014, 2015, 2020, 2021, 2023                                              |
| Tornei NCAA          | 18 | Primo turno: 7 2004, 2005, 2008, 2011, 2016, 2018, 2019                                                                   |
| Titoli di conference | 17 | Midwestern Collegiate Conference: 1 1990                                                                                  |
| Titoli di conference | 17 | Atlantic 10 Conference: 16 2003, 2004, 2005, 2007, 2009, 2010, 2011, 2012, 2014, 2015, 2016, 2018, 2019, 2020, 2021, 2023 |

## Conference
- North Star Conference: 1984-1987
- Midwestern Collegiate Conference: 1988-1992
- Great Midwest Conference: 1993-1994
- Atlantic 10 Conference: 1995-

## All-America

### Second Team
- Lindsay Fletemier (2010)
- Samantha Selsky (2012)

### Third Team
- Lindsay Fletemier (2009)
- Megan Campbell (2011)
- Jamie Peterson (2020)
- Lexie Almodovar (2024)

## Allenatori
- R. Elaine Dreidame: 1970-1979
- Ann Meyers: 1980-1983
- Jeyrl Nef: 1984-1985
- Carol Westbeld: 1985
- Julie Biermann: 1986-1993
- Pete Hoyer: 1994-2002
- Tim Horsmon: 2003-2007
- Kelly Sheffield: 2008-2012
- Matt Affolder: 2013
- Tim Horsmon: 2014-